# Agència Catalana de Notícies

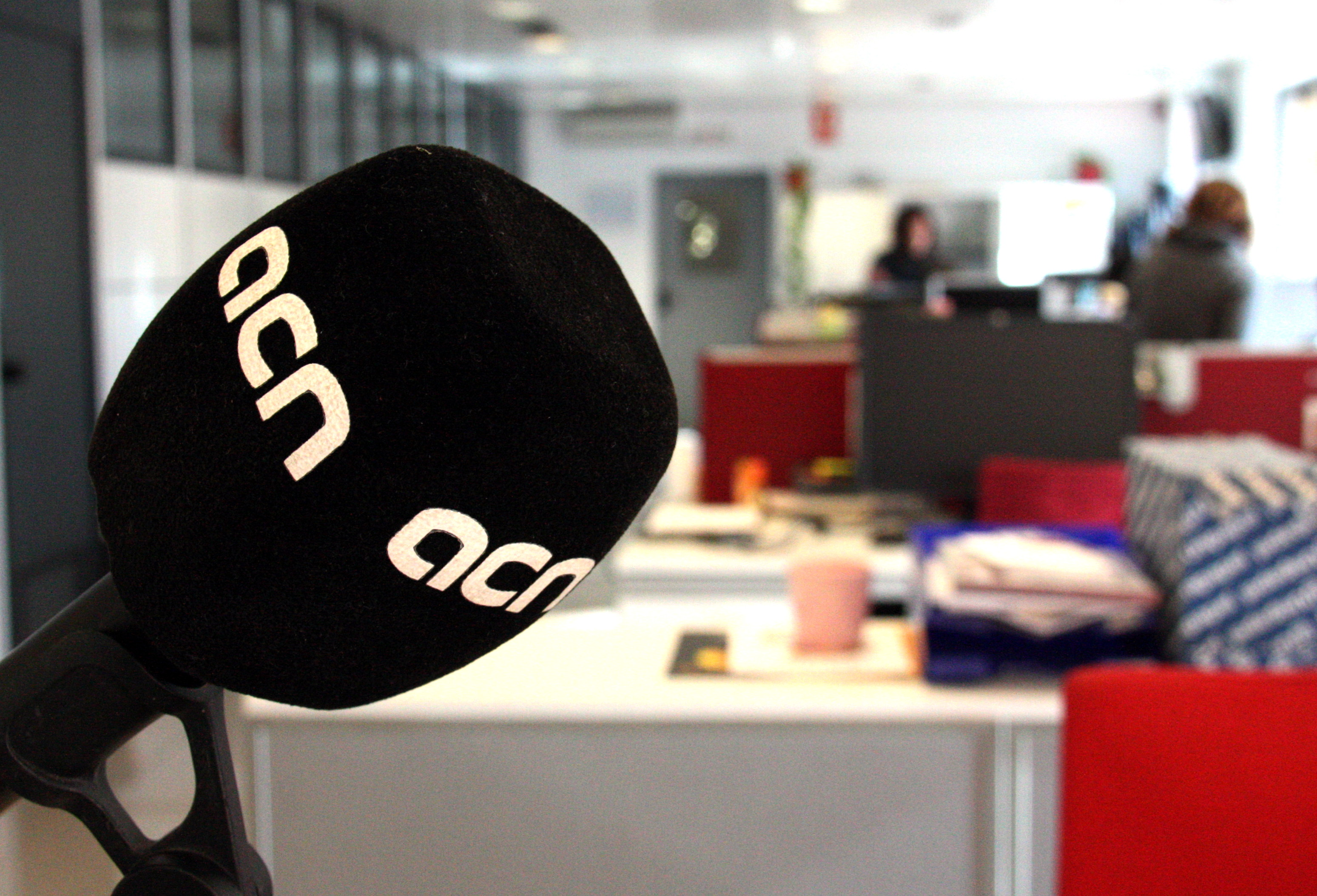
Micro met logo van ACN

De Agència Catalana de Notícies (ACN) is een Catalaans persagentschap dat in 1999 werd opgericht. Het produceert persberichten in alle formaten: geschreven, audio en video.
Het is gespecialiseerd in berichtgeving over Catalonië, de andere gebieden waar Catalaans gesproken wordt, en de feiten uit andere beslissingscentra die voor Catalonië belangrijk zijn. In de Spaanse hoofdstad Madrid en de Europese hoofdstad Brussel heeft het een bijkantoor. De eerste directeur was Carles Puigdemont, de latere president van Catalonië. De huidige directeur (2016) is Joan Maria Clavaguera.

## Geschiedenis
Helemaal in het begin was het een privé initiatief, met het openbare Consorci Local i Comarcal de Comunicació als minderheidsaandeelhouder. Er werkten toen een twintigtal personen. In 2002 nam de openbare omroepmaatschappij Corporació Catalana de Ràdio i Televisió (CCMA) een minderheidsaandeel en werd in 2005 hoofdaandeelhouder. Sedert 2007 is de regionale regering Generalitat de Catalunya hoofdaandeelhouder (70%) en de rest is in handen van de CCMA. In de periode van 2007 tot 2011 werd het informatieaanbod uitgebreid naar meer thema's en een ruimer geografisch gebied.
In 2011 telde het agentschap driehonderd abonnees en een groep van zestigtal journalisten, waarvan de meeste telewerkers zijn. Wegens besparingsmaatregelen werden in 2013 negen personeelsleden ontslagen, wat tot een korte staking aanleiding gegeven heeft.

## Directeurs
- Carles Puigdemont (1999-2002)
- Joan Besson (2002-2006)
- Saül Gordillo (2007-2011)
- Anna Nogué (2011)[7]
- Joan Maria Clavaguera (2011-heden)